# Melachowicze
Melachowicze (lit. Melekonys) – wieś na Litwie, w okręgu wileńskim, w rejonie wileńskim, w gminie Pogiry, nad Waką. Graniczy z Wilnem.

## Historia
Pod zaborami wieś i zaścianek szlachecki; w II Rzeczypospolitej wieś, parcele i folwark. W XIX i w początkach XX w. położone były w Rosji, w guberni wileńskiej, w powiecie trockim. Po I wojnie światowej pod administracją polską, w Zarządzie Cywilnym Ziem Wschodnich. W latach 1920–1922 w składzie Litwy Środkowej.
Od 11 kwietnia 1922 leżały w Polsce, w województwie wileńskim, w powiecie wileńsko-trockim, do 1 kwietnia 1927 w gminie Landwarowo, następnie w gminie Rudomino. W 1931 miejscowość liczyła:
- parcele – 61 mieszkańców, zamieszkałych w 12 budynkach,
- wieś – 179 mieszkańców, zamieszkałych w 33 budynkach[3].

Po II wojnie światowej w granicach Związku Sowieckiego. Od 1991 na niepodległej Litwie.